# Abdulah Sidran
Abdulah Sidran (Sarajevo, 2 ottobre 1944 – Sarajevo, 23 marzo 2024) è stato uno scrittore, poeta e sceneggiatore bosniaco.
Conosciuto anche con il soprannome di Avdo, scrisse alcuni drammi e sceneggiature, tra cui particolarmente degne di nota quelle per i film candidati all'Oscar Ti ricordi di Dolly Bell? e Papà... è in viaggio d'affari.

## Infanzia
Abdulah Sidran nacque a Sarajevo, in Bosnia Erzegovina, il 2 ottobre 1944, secondogenito dei quattro figli di Mehmed (1915–1965), nato a Kiseljak e fabbro per le ferrovie jugoslave, e di Behija (nata Jukić), casalinga, musulmani e dal punto di vista etnico bosgnacchi. Sidran ebbe tre fratelli: Ekrem (nato nel 1942; deceduto), Nedim (nato nel 4 febbraio 1947) ed Edina (nata nel 1953). Sidran prese il nome dello zio paterno, un tipografo e compositore morto nel 1943 nel campo di concentramento di Jasenovac. Abdulah Hasan, il nonno paterno di Abdulah si trasferì a Sarajevo nel 1903 ma le radici della famiglia Sidran originarono dal paese di Biograd vicino a Nevesinje.

## Studi
Sidran si laureò presso l'Università di Sarajevo e a Sarajevo rimase per tutta la durata della guerra in Bosnia. Dopo aver speso quasi tutta la sua vita a Sarajevo, si spostò prima a Goražde e poi nel piccolo villaggio di Tešanj.

## Carriera
Sidran fu sceneggiatore dei film che resero noto al mondo Emir Kusturica "Ti ricordi di Dolly Bell?" e "Papà?... , è in viaggio d'affari". Le storie raccontate nei due film sono a leggero sfondo autobiografico. Infatti, nei due periodi storici narrati, l'età dei due protagonisti corrisponde sempre con quella che aveva Sidran allora. La "Palma d'Oro" a Cannes nel 1985, con "Papa?...è in viaggio d'affari", accrebbe l'attenzione internazionale anche su Sidran. Nel 1988 fu invitato al Festival internazionale "Milano Poesia" e per la prima volta i suoi versi, tradotti dal poeta Massimo Luna, furono letti in un evento pubblico in Italia. Intervenne poeticamente nel testo de “Il cerchio perfetto” (1997) di Ademir Kenović.
Tra i lavori più riusciti: Šahbaza, Bone and meat, The Sarajevo tomb (Sarajevski tabut), Why is Venice sinking (Zašto tone Venecija) e diversi testi di poesia.

Tema dominante di alcuni suoi versi fu il travaglio della sua città durante l'assedio.
(Abdulah Sidran, Pianeta Sarajevo)

## Opere
- Šahbaza, Kalibar 70, Sarajevo, 1970.

- Potukač, Centar za društvene djelatnosti omladine, Zagreb, 1971.

- Kost i meso, Veselin Masleša, Sarajevo, 1976.
- Dječija bolest: Otac na službenom putu, kazališni komad, Zajednica profesionalnih pozorišta BiH, Sarajevo, 1983
- .Otac na službenom putu, Mladost, Beograd, 1985.
- Bolest od duše, Univerzitetska riječ, Nikšić, 1988.
- Bolest od duše, Univerzitetska riječ, Nikšić, 1989.
- Potukač, Zadrugar, Sarajevo, 1990.
- Sarajevska zbirka, izabrane pjesme, Svjetlost, Sarajevo, 1991.
- Sarajevski tabut, Bosanska knjiga, Sarajevo, 1994.
- Dvije grafike, dvije pjesme, poetsko – likovna mapa, Safet Zec/Abdulah Sidran, Udine, 1994.
- Planeta Sarajevo, BiH savez – Merhamet, Stockholm, 1995.
- Zdravo Bosno, stižem iz Sarajeva, putopis, Kameleon, Tuzla, 1996.
- Zašto tone Venecija, Bosanska knjiga, Sarajevo, 1996.
- Sarajevska zbirka i druge pjesme, Svjetlost, Sarajevo, 1997.
- Sarajevska zbirka, Preporod, Sarajevo, 1999.
- Sarajevska zbirka i druge pjesme, Sarajevo – Publishing, 1999.
- U Zvorniku ja sam ostavio svoje srce, Bosnia Ars, Tuzla, 2002.
- Kuduz, filmski scenarij, Vrijeme, Zenica, 2003.
- Kuduz, Bemust, Sarajevo, 2003.
- Sjećaš li se Doli Bel, Bosanska riječ, Sarajevo, 2003.
- Sarajevski tabut, Civitas, Sarajevo, 2004.
- Tvrđava Meše Selimovića, dramatizacija i scenarij, Oko, Sarajevo, 2004.
- Drama : Putopisi, Izabrana djela I –V, knj. 4, Bosnia Ars, Tuzla, 2004.
- Filmski scenariji, Izabrana djela I –V, knj. 3, Bosnia Ars, Tuzla, 2004.
- Pjesme, Izabrana djela I –V, knj. 1, Bosnia Ars, Tuzla, 2004.
- Proze, Izabrana djela I –V, knj. 2, Bosnia Ars, Tuzla, 2004.
- Publicistika, Izabrana djela I –V, knj. 5, Bosnia Ars, Tuzla, 2004.
- Sarajevska zbirka i druge pjesme, Svjetlostkomerc, Sarajevo, 2006.
- Morija, Pres-sing, Sarajevo, 2006.
- Morija, Svjetlostkomerc, Sarajevo, 2006.
- Pjesme poslije rata, Svjetlostkomerc, Sarajevo, 2006.
- Izabrane pjesme, Dinex, Beograd, 2007.
- Morija, Šahinpašić, Sarajevo, 2007.
- Dobročinitelj (sa Mersadom Berberom), Bošnjački institut, Sarajevo, 2008.
- Suze majki Srebrenice, Bemust, Sarajevo, 2009.
- Otkup sirove kože, roman, Službeni glasnik Beograd, 2011.
- Ludilo vlasti posrkalo i posljednju kap pameti iz mozga tuzlanskog načelnika Jasmina Imamovića, kolumne, Art Atelje Sidran, Sarajevo, 2013.
- Oranje mora, publicistički tekstovi, Buybook, Sarajevo/Zagreb, 2015.
- A Nurija veli, prozni zapisi, Connectum, Sarajevo, 2020.

## Opere tradotte
- Ti ricordi di Dolly bell?,
- Insel bin ich, im herzen der welt : Gedichte 1965 – 1987, tradotto in tedesco : Klaus Detlef Olof, Wieser, Klagenfurt – Salzburg, 1993.
- Cercueil de Sarajevo, tradotto in francese : Mireille Robin, Fnac, Paris – Sarajevo, 1993.
- La bara di Sarajevo / Sarajevski tabut, tradotto in italiano : Silvio Ferari, Edizione e. Milano – Trieste, prima ed.: 1993., seconda, terza e quarta: 1995., 1996., 2006.
- Due acquaforti, due poesie (con Safet Zec), Edizioni del Tavolo Rosso, Udine, 1994.
- Je suis une ile au coeur du monde, tradotto in francese: Mireille Robin, La Nuee Bleue, Paris, 1995.
- The blindman sings to his city, tradotto in inglese : Dubravka Dostal, Međunarodni centar za mir, Sarajevo, 1997.
- Varfor sjunker Venedig / Zašto tone Venecija, tradotto in svedese: Sven Gustavsson, Glas BiH, Stckholm, 1999.
- A Zvornik ho lasciato il mio cuore, tradotto in italiano: Silvio Ferari, Edizioni Saraj. Milano, 2006.
- Il cieco canta alla sua città, tradotto in italiano : Silvio Ferrari, Edizioni Saraj. Milano, 2006.
- Gošć z innego swiata, tradotto in polacco: Grzegorz Latuszynski, Agawa, Warszawa, 2009.
- Romanzo Balcanico, a cura di: Piero Del Giudice, Aliberti, Roma / Regio Emilia, 2009.
- Tears of the mothers of Srebrenica, tradotto in inglese: Ahmed i Lejla Ananda, Bemust, Sarajevo, 2009.
- Dumu ummehat Srebrenica, tradotto in arabo : Nurko Karaman, Bemust, Sarajevo, 2009.
- Terar for Srebrenicas mor, tradotto in svedese : Đorđe Žarković, Bemust, Sarajevo, 2009.
- Le lacrime delle madri di Srebrenica, tradotto in italiano: Nadira Šehović i Silvio Ferari, ADV Publishing House, Lugano, 2010.
- Il grasso di lepre, Casagrande editore, Bellinzona, 2010.
- Tabuti Sarajevas, Shtepia Botuese, Priština, 2011.
- Zakaj tonejo Benetke, Mladinska knjiga, Ljubljanja, 2017.

## Premi Letterari e riconoscimenti
- Godišnja nagrada Udruženja književnika BiH, 1979.
- Godišnja nagrada izdavačkog preduzeća Svjetlost, 1979.
- Zmajeva nagrada – Matica srpska, Novi Sad, 1980.
- Šestoaprilska nagrada grada Sarajeva, 1986.
- Nagrada Skender Kulenović, 2002.
- Godišnja nagrada BZK Preporod, 2002.
- Bosanski stećak - nagrada Društva pisaca BiH za životno djelo, 2004.
- Velika Plaketa Kantona Sarajevo, 2006.
- Nagrada „25. novembar“, Sarajevo (2018).
- Nagrada za slobodu govora i izražavanja Fondacije za slobodu govora i izražavanja, USA, 1993.
- Nagrada Slobode PEN – centra Francuske, 1994.
- Premio letterario 1996. della Fondazione Laboratorio Mediterraneo
- Premio letterario dedicato a Umberto Saba, Trieste, 2005.

## Filmografia
- Jegulje putuju u Sargaško more, TV-drama (1979)
- Veselin Masleša, TV-film (1981)
- Sjećaš li se Dolly Bell?, debitantski igrani film (1981)
- Otac na službenom putu, igrani film (1985)
- Oslobađanje Isidora Katanića Povratak Katarine Kožul, igrani film (1989)
- Kuduz, igrani film, (1989) Praznik u Sarajevu, igrani film,
- (1990-1991) Savršeni krug, prvi dugometražni poslijeratni igrani film, sniman u Sarajevu i u BiH (1997)
- (A)torzija, kratki igrani film (2002)